# Вилков, Юрий Александрович
Юрий Александрович Вилков (18 ноября 1938 — 13 января 2025) — советский тренер по академической гребле. Заслуженный тренер Молдавской ССР (1973). Заслуженный тренер СССР (1980).
Окончил Ивано-Франковский техникум физической культуры (1967), Кишинёвский государственный педагогический институт (1985) и Высшую школу тренеров при ГЦОЛИФКе (1989).
Являлся тренером в Детско-юношеской спортивной школе Центрального спортивного клуба ВВС в Самаре. Во время Олимпийских игр 1980 года возглавлял сборную СССР. Среди его воспитанников — гребчиха Лариса Попова, завоевавшая золото на Олимпиаде 1980 года и серебро в 1976 году.

## Награды
- Орден «Знак Почета» (23 сентября 1980)[1]